# Koniarovce
Koniarovce és un poble i municipi d'Eslovàquia que es troba a la regió de Nitra, al sud-oest del país. El 2011 tenia 623 habitants.

## Història
La primera menció escrita de la vila es remunta al 1264.

## Demografia
| Godina             | 1994 | 2004   | 2014   | 2024   |
| ------------------ | ---- | ------ | ------ | ------ |
| Nombre de persones | 623  | 625    | 648    | 661    |
| Diferència         |      | +0,32% | +3,68% | +2,00% |

| Godina             | 2023 | 2024   |
| ------------------ | ---- | ------ |
| Nombre de persones | 662  | 661    |
| Diferència         |      | −0,15% |